# Лук мечелепестный
Лук мечелепестный (лат. Allium xiphopetalum) — многолетнее травянистое растение, вид рода Лук (Allium) семейства Луковые (Alliaceae).

## Распространение и экология
В природе ареал вида охватывает горные районы Туркменистана и Памиро-Алай.
Произрастает на каменистых склонах.

## Ботаническое описание
Луковицы узкоконические или яйцевидно-конические, толщиной 0.7—1 см, длиной 3—4 см, по 1—3 прикреплены к косому корневищу, с светло-бурыми, тонко-сетчатыми оболочками. Стебель высотой 30—40 см, при основании или на треть одетый гладкими влагалищами листьев.
Листья в числе 3—4, линейные, шириной 3—5 мм, плоские, серповидные, тупые, гладкие или по краю шероховатые, почти в 2 раза короче стебля.
Зонтик пучковатый или полушаровидный, немногоцветковый, густой. Листочки колокольчатого околоцветника розово-фиолетовые, с более тёмной жилкой, длиной 9—12 мм, оттянутые, островатые, наружные — продолговато-ланцетные, немного длиннее внутренних, ланцетных. Нити тычинок до половины между собой и с околоцветником сросшиеся, цельные, наружные — треугольно-шиловидные, внутренние в 2 раза шире, треугольные; пыльники обычно фиолетовые. Столбик не выдается из околоцветника.
Коробочка с почти округлыми выемчатыми створками, в 2 раза короче околоцветника.

## Таксономия
Вид Лук мечелепестный входит в род Лук (Allium) семейства Луковые (Alliaceae) порядка Спаржецветные (Asparagales).
|  |                                      |  |                                                             |                                                             |                   |  | ещё 24 семейства (согласно Системе APG II) | ещё 24 семейства (согласно Системе APG II) |                       |  |  |  | ещё более 870 видов |
|  |                                      |  |                                                             |                                                             |                   |  | ещё 24 семейства (согласно Системе APG II) | ещё 24 семейства (согласно Системе APG II) |                       |  |  |  | ещё более 870 видов |
|  |                                      |  |                                                             | порядок Спаржецветные                                       |                   |  |                                            |                                            | род Лук               |  |  |  |                     |
|  |                                      |  |                                                             | порядок Спаржецветные                                       |                   |  |                                            |                                            | род Лук               |  |  |  |                     |
|  | отдел Цветковые, или Покрытосеменные |  |                                                             |                                                             | семейство Луковые |  |                                            |                                            | вид Лук мечелепестный |  |  |  |                     |
|  | отдел Цветковые, или Покрытосеменные |  |                                                             |                                                             | семейство Луковые |  |                                            |                                            |                       |  |  |  |                     |
|  |                                      |  | ещё 44 порядка цветковых растений (согласно Системе APG II) | ещё 44 порядка цветковых растений (согласно Системе APG II) |                   |  |                                            | ещё около 300 родов                        | ещё около 300 родов   |  |  |  |                     |
|  |                                      |  |                                                             | ещё 44 порядка цветковых растений (согласно Системе APG II) |                   |  |                                            |                                            | ещё около 300 родов   |  |  |  |                     |